# Saint-Sauveur (Côte-d'Or)
Pour les articles homonymes, voir Saint-Sauveur.
Saint-Sauveur est une commune française située dans le canton d'Auxonne du département de la Côte-d'Or en région Bourgogne-Franche-Comté.

## Géographie

### Climat
Pour des articles plus généraux, voir Climat de la Bourgogne-Franche-Comté et Climat de la Côte-d'Or.
En 2010, le climat de la commune est de type climat des marges montargnardes, selon une étude du Centre national de la recherche scientifique s'appuyant sur une série de données couvrant la période 1971-2000. En 2020, Météo-France publie une typologie des climats de la France métropolitaine dans laquelle la commune est dans une zone de transition entre le climat océanique altéré et le climat océanique altéré et est dans la région climatique  Bourgogne, vallée de la Saône, caractérisée par un bon ensoleillement (1 900 h/an), un été chaud (18,5 °C), un air sec au printemps et en été et des vents faibles. 
Pour la période 1971-2000, la température annuelle moyenne est de 10,6 °C, avec une amplitude thermique annuelle de 17,8 °C. Le cumul annuel moyen de précipitations est de 874 mm, avec 11,7 jours de précipitations en janvier et 8,1 jours en juillet. Pour la période 1991-2020, la température moyenne annuelle observée sur la station météorologique de Météo-France la plus proche, « Poyans », sur la commune de Poyans à 11 km à vol d'oiseau, est de 11,1 °C et le cumul annuel moyen de précipitations est de 911,8 mm,. Pour l'avenir, les paramètres climatiques de la commune estimés pour 2050 selon différents scénarios d'émission de gaz à effet de serre sont consultables sur un site dédié publié par Météo-France en novembre 2022.

## Urbanisme

### Typologie
Au 1er janvier 2024, Saint-Sauveur est catégorisée commune rurale à habitat dispersé, selon la nouvelle grille communale de densité à 7 niveaux définie par l'Insee en 2022.
Elle est située hors unité urbaine. Par ailleurs la commune fait partie de l'aire d'attraction de Dijon, dont elle est une commune de la couronne,. Cette aire, qui regroupe 333 communes, est catégorisée dans les aires de 200 000 à moins de 700 000 habitants,.

### Occupation des sols
L'occupation des sols de la commune, telle qu'elle ressort de la base de données européenne d’occupation biophysique des sols Corine Land Cover (CLC), est marquée par l'importance des territoires agricoles (67,3 % en 2018), une proportion sensiblement équivalente à celle de 1990 (67,9 %). La répartition détaillée en 2018 est la suivante :
terres arables (50,4 %), forêts (29,9 %), prairies (16,9 %), zones urbanisées (2,8 %). L'évolution de l’occupation des sols de la commune et de ses infrastructures peut être observée sur les différentes représentations cartographiques du territoire : la carte de Cassini (XVIIIe siècle), la carte d'état-major (1820-1866) et les cartes ou photos aériennes de l'IGN pour la période actuelle (1950 à aujourd'hui).

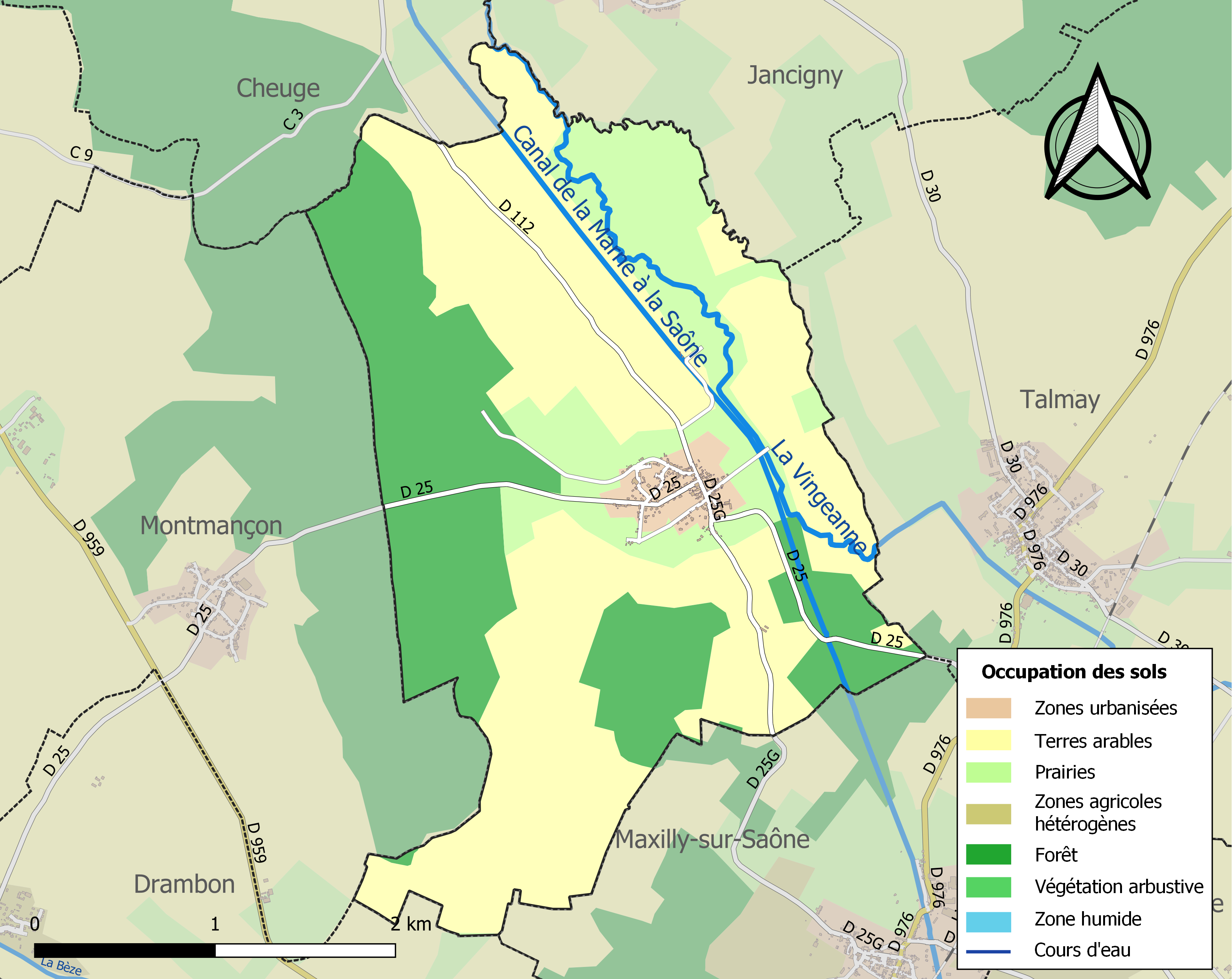
Carte des infrastructures et de l'occupation des sols de la commune en 2018 (CLC).

## Histoire
L'histoire de Saint-Sauveur ou Saint-Sauveur sur Vingeanne commence avec la fondation dès l'an 870, sur les terres de Talmay (qui appartenaient alors à l'abbaye de Bèze), dans un lieu appelé Alpha, d'un petit monastère en l'honneur du saint Sauveur, dépendant de l'Abbaye de Montiéramey (Aube).
Au XIIIe siècle, le seigneur de Talmay, Guillaume II de Pontailler (ca 1200-1271), donna « à perpétuité » au prieuré de Saint-Sauveur l'usage de tous les bois de la paroisse. Ce droit, obtenu en échange de propriétés qui appartenaient au prieuré, fut inscrit dans une charte datée de juin 1236. En 1253, Guillaume II reconnut tenir en fief du duc de Bourgogne, Hugues IV, la garde du prieuré de Saint-Sauveur et des propriétés que celui-ci possédait à Maxilly-sur-Saône et Heuilley-sur-Saône. Cette reconnaissance était très importante car elle signifiait que la paroisse de Saint-Sauveur faisait partie du duché de Bourgogne, alors que Talmay, dont Guillaume II était le seigneur et où se trouvait son château, était fief de l'évêché de Langres, donc hors duché. D'ailleurs en 1234, Guillaume II avait fait reconnaitre par le duc Hugues IV et le comte de Bourgogne Othon III, son inféodation totale à l'évêque de Langres pour ses terres de Talmay. En 1277, le fils de Guillaume II, Guy Ier de Pontailler, obtint du duc de Bourgogne, Robert II, confirmation de la garde du prieuré de Saint-Sauveur, assurant aux moines le droit de se réfugier dans l'enceinte de son château en temps de guerre. Une ancienne coutume (relatée dans un arrêt du Parlement de Dijon du 11 juillet 1629) voulait qu'à la mort du Seigneur de Talmay, les moines de Saint-Sauveur étaient tenus d'aller prendre le corps du défunt et de le veiller pendant vingt-quatre heures dans "la chapelle des Pontailler", sise en l'église du Prieuré de Saint-Sauveur et destinée à cet usage, avant de le transporter vers sa sépulture définitive (les armes de la Famille de Champlitte-Pontailler « De gueules au lion d'or armé et lampassé d'azur »sont toujours visibles sur les pavés qui ornent la chapelle ainsi que sur la grille en bois sculpté qui la sépare du chœur). C'est ce qui eût lieu quelques années avant l'invasion de la Bourgogne par Matthias Gallas.
Dès que le nombre d'habitants fut suffisant, la paroisse fut créée. Le prieur céda alors un bas-côté de son église pour servir de lieu de culte aux habitants. Ce côté ne forme guère que le quart de la totalité de l'église. Les habitants de Saint-Sauveur sur Vingeanne vénèrent sainte Ursule et ses compagnes (Ursule de Cologne et ses compagnes vierges et martyres) comme sainte patronne (fête est 21 octobre). Une statue en pierre polychrome du XVIe siècle, placée au dessus de la porte de l'église, représente Ursule couronnée par des anges qui étend son manteau pour protéger ses compagnes vierges et martyres. Beaucoup de filles du village portent le prénom d'Ursule.
Fin août 1636, le passage des troupes de Gallas et Mercy allait totalement ruiner le prieuré alors que l'église ne fut que partiellement endommagée. Le village fut alors déserté.
Le prieuré de Saint-Sauveur qui avait possédé des terres à Heuilley-sur-Saône aux XIIIe – XIVe siècles et qui avait des droits sur la dîme payée par les habitants de cette paroisse, renonça, par charte datée du 10 octobre 1690, à ces droits et les abandonna en totalité au bénéfice du curé d'Heuilley, François Griveault. Cet abandon de droit sur la dîme fut formellement confirmé en 1725 lorsque le curé Jacques Jobart remplaça le curé Griveault à Heuilley-sur-Saône.
En 1776, le prieuré disparut définitivement et les habitants s'approprièrent l'église vide de moines. Jean-Baptiste Pacot, curé de Saint-Sauveur de 1760 à 1791, avait le projet de faire construire une nouvelle église plus petite mais le dernier prieur Nicolas Seguin se chargeant des frais de réparation, celle-ci fut conservée, au grand plaisir de la population très attachée au lieu. L'église est donc remaniée fin XVIIIe siècle. Le sol pavé de briques fut rehaussé, couvert de dalles et mis à niveau avec le cimetière. Le chœur primitif fut tronqué.
Lors de la Révolution française, le nom de la commune fut temporairement changé pour celui d'Alpha.
En 1832, l'épidémie de choléra touche le canton de Pontailler à l'exception du village de Saint-Sauveur qui est épargné, pourtant à la limite des communes infectées. Les habitants y virent la protection de leur sainte patronne Ursule, de l'ange qui surplombe le village depuis le toit de l'église, et du Saint Sauveur.
Le 26 juillet 1833, il est décidé d'aménager un nouveau cimetière au nord-est du village, au lieudit au "Paquereau" afin de remplacer celui entourant l'église.

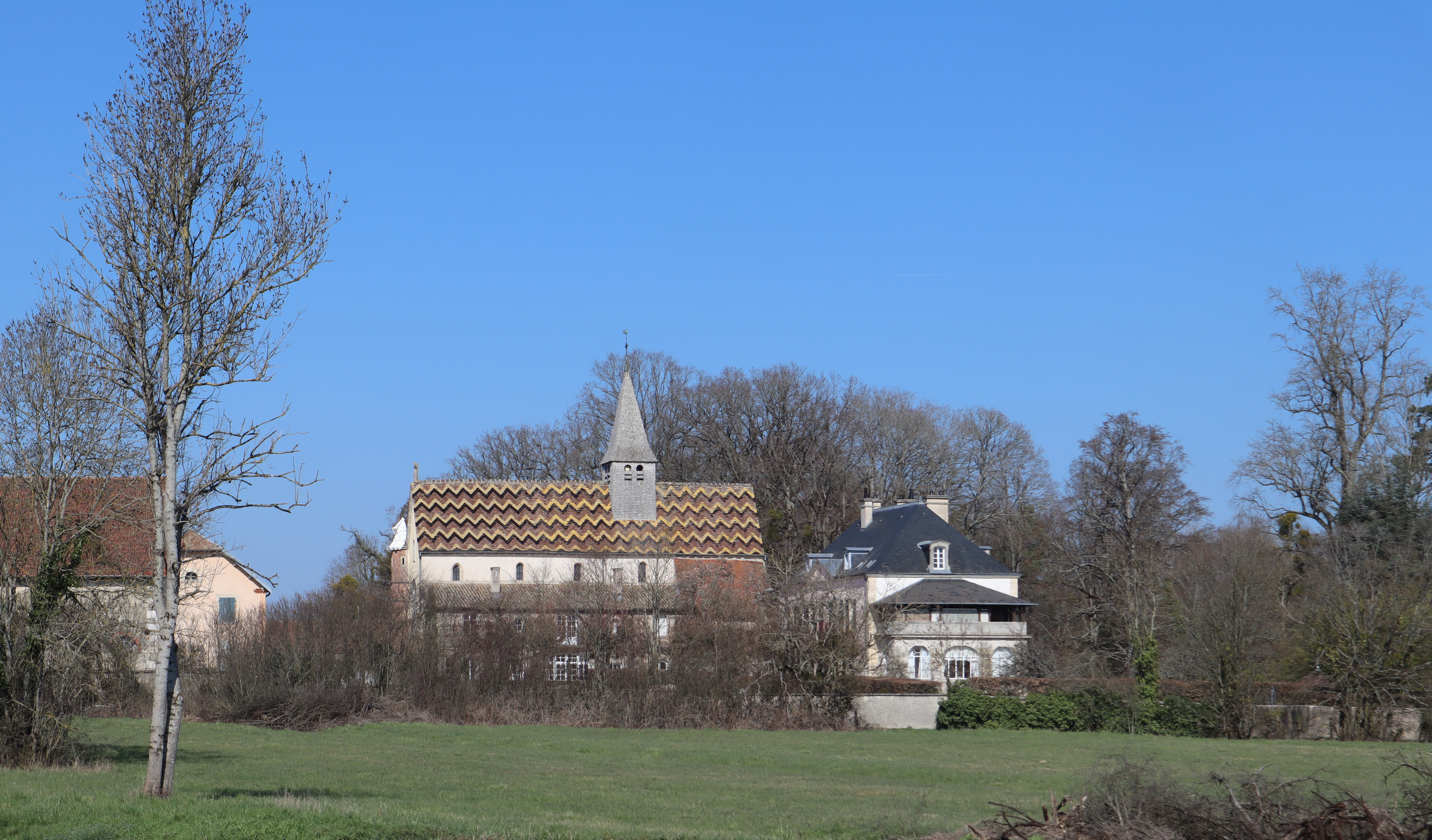
Église et château de Saint-Sauveur.

Au XIXe siècle, Guillaume Saunac, député, possède à Saint-Sauveur l'ancien prieuré dit le  "Château" où il installe sa maison de campagne. L'influence de la famille Saunac est importante dans le village et le canton de Pontailler. La famille Saunac a de bonnes relations avec l'évêché de Dijon. Le 26 octobre 1839, à trois heures de l'après-midi, l'évêque de Dijon visite l'église et ses dépendances en vue de nouveaux travaux. Le lendemain, grand-messe et vêpres en grande solennité sont célébrées avec concours de la garde nationale, discours des officiels et séjours au château de Saint-Sauveur de l'évêque, hôte de Monsieur Saunac. Le 17 novembre 1845, François Victor Rivet, évêque de Dijon, procède à la bénédiction du maître autel de l'église paroissiale accompagné d'un nombreux clergé des paroisses voisines, d'un grand nombre de fidèles. Le 19 novembre 1845, l'évêque bénit le nouveau presbytère que la commune vient d'acquérir et de faire réparer. Enfin, le 18 octobre 1860, pour la fête de sainte Ursule, l'évêque de Dijon procède à la bénédiction de deux nouvelles cloches (cloches actuelles de l'église). L'une de ces cloches d'un poids de 442 kg a pour parrain Paul Thénard, propriétaire et maire de Talmay  et pour marraine Madame Virginie Jeanne Saunac, née Maugis épouse de Guillaume Jules Saunac. Cette cloche porte le nom de "Virginie Jenny". La seconde cloche, d'un poids de 329 kg porte le nom de sa marraine "Claire Charlotte" (Claire Charlotte de Charentenay épouse de Jean Hubert Raviot, propriétaire à Dijon).
En 1853, création de l'école des filles subventionnées par la famille Saunac (école supprimée en 1892).
La famille Saunac est propriétaire du château de 1825 à 1911.
Depuis 1927, ce sont des descendants du baron Paul Thénard, qui possèdent la propriété.
Au XXe siècle, l'activité économique du village est marquée par l'essor de la Tuilerie de Saint-Sauveur, dont les origines remontent aux moines (en 1914 le propriétaire est M. Falconnet, en 1921, M. Molteau). Dans les années 1930, la Fromagerie Barrand, dont l'industrie familiale est déjà implantée dans le Doubs, s'installe dans une des plus anciennes maisons du village (la forge Bassot). L'activité de la laiterie prospère durant une trentaine d'années, avec en 1938 l'installation par la même famille d'une porcherie de première classe sur la route de Maxilly.
Le village est bordé par un bras de la Vingeanne appelé le "Vingeannot". La Vingeanne passait autrefois sur le territoire de Saint-Sauveur, mais les seigneurs de Jancigny et de Talmay ont détourné le cours d'eau pour le faire passer sur leurs territoires. À la fin du XIXe siècle, le canal entre Champagne et Bourgogne reliant la Marne à la Saône, est creusé et passe par Saint-Sauveur, faisant passage au trafic fluvial.

## Politique et administration
| Période                                  | Période   | Identité           | Étiquette | Qualité  |
| ---------------------------------------- | --------- | ------------------ | --------- | -------- |
| mars 2014                                | mars 2020 | Jean-Louis Domatti |           |          |
| mars 2020                                | En cours  | Daniel RUARD       |           | Retraité |
| Les données manquantes sont à compléter. |           |                    |           |          |

## Démographie
L'évolution du nombre d'habitants est connue à travers les recensements de la population effectués dans la commune depuis 1793. Pour les communes de moins de 10 000 habitants, une enquête de recensement portant sur toute la population est réalisée tous les cinq ans, les populations de référence des années intermédiaires étant quant à elles estimées par interpolation ou extrapolation. Pour la commune, le premier recensement exhaustif entrant dans le cadre du nouveau dispositif a été réalisé en 2005.

En 2022, la commune comptait 228 habitants, en évolution de −9,52 % par rapport à 2016 (Côte-d'Or : +0,82 %, France hors Mayotte : +2,11 %).
| 1793 | 1800 | 1806 | 1821 | 1836 | 1841 | 1846 | 1851 | 1856 |
| ---- | ---- | ---- | ---- | ---- | ---- | ---- | ---- | ---- |
| 385  | 370  | 386  | 367  | 382  | 383  | 326  | 332  | 335  |

| 1861 | 1866 | 1872 | 1876 | 1881 | 1886 | 1891 | 1896 | 1901 |
| ---- | ---- | ---- | ---- | ---- | ---- | ---- | ---- | ---- |
| 339  | 334  | 298  | 303  | 294  | 290  | 262  | 255  | 241  |

| 1906 | 1911 | 1921 | 1926 | 1931 | 1936 | 1946 | 1954 | 1962 |
| ---- | ---- | ---- | ---- | ---- | ---- | ---- | ---- | ---- |
| 238  | 211  | 225  | 208  | 207  | 194  | 190  | 219  | 179  |

| 1968 | 1975 | 1982 | 1990 | 1999 | 2005 | 2006 | 2010 | 2015 |
| ---- | ---- | ---- | ---- | ---- | ---- | ---- | ---- | ---- |
| 148  | 120  | 140  | 171  | 206  | 179  | 173  | 238  | 252  |

| 2020 | 2022 | - | - | - | - | - | - | - |
| ---- | ---- | - | - | - | - | - | - | - |
| 231  | 228  | - | - | - | - | - | - | - |

## Lieux et monuments
- Église de la Sainte-Trinité et Sainte-Ursule (XIIIe – XVe siècles) de l'ancien prieuré bénédictin. (Statue de sainte Ursule protégeant ses compagnes sous son manteau, en pierre polychrome, XVIe siècle (classée)[21]/ Boiseries du chœur du XVe siècle - classées)[22]/Le clocher de l'église est couvert en châtaignier (rénové en 1968), Tuiles bourguignonnes vernissées.
- Château (XIXe siècle)
- Pompe (1862)

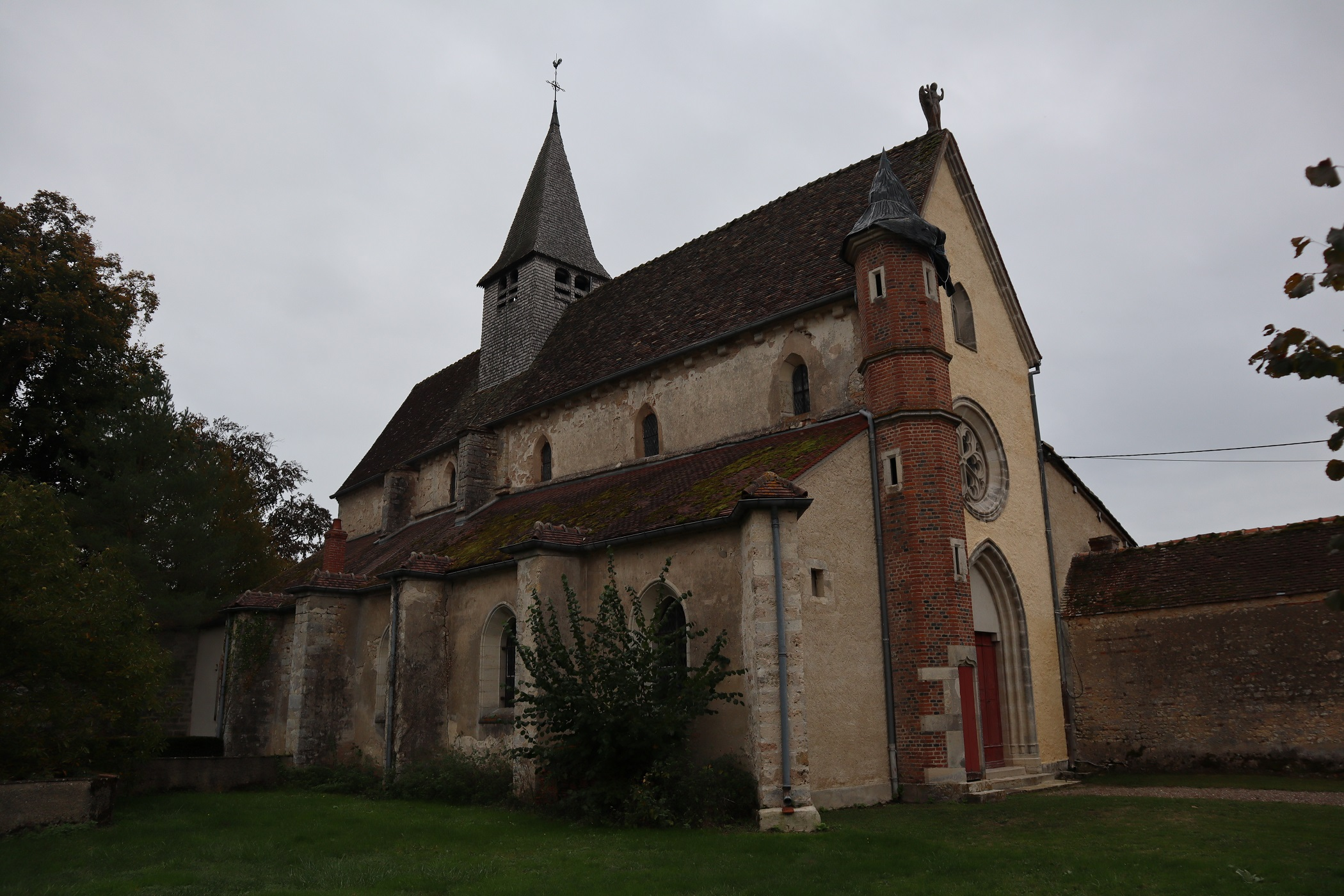
L'église paroissiale.
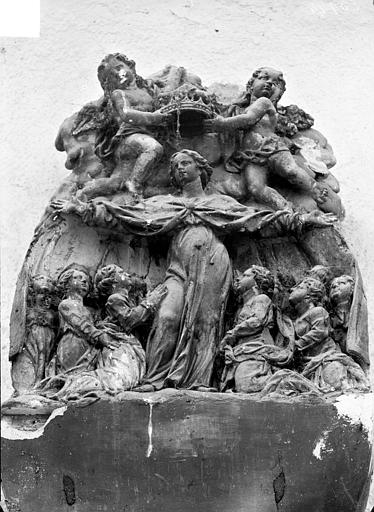
Vierge auxiliatrice ou sainte Ursule et ses compagnes
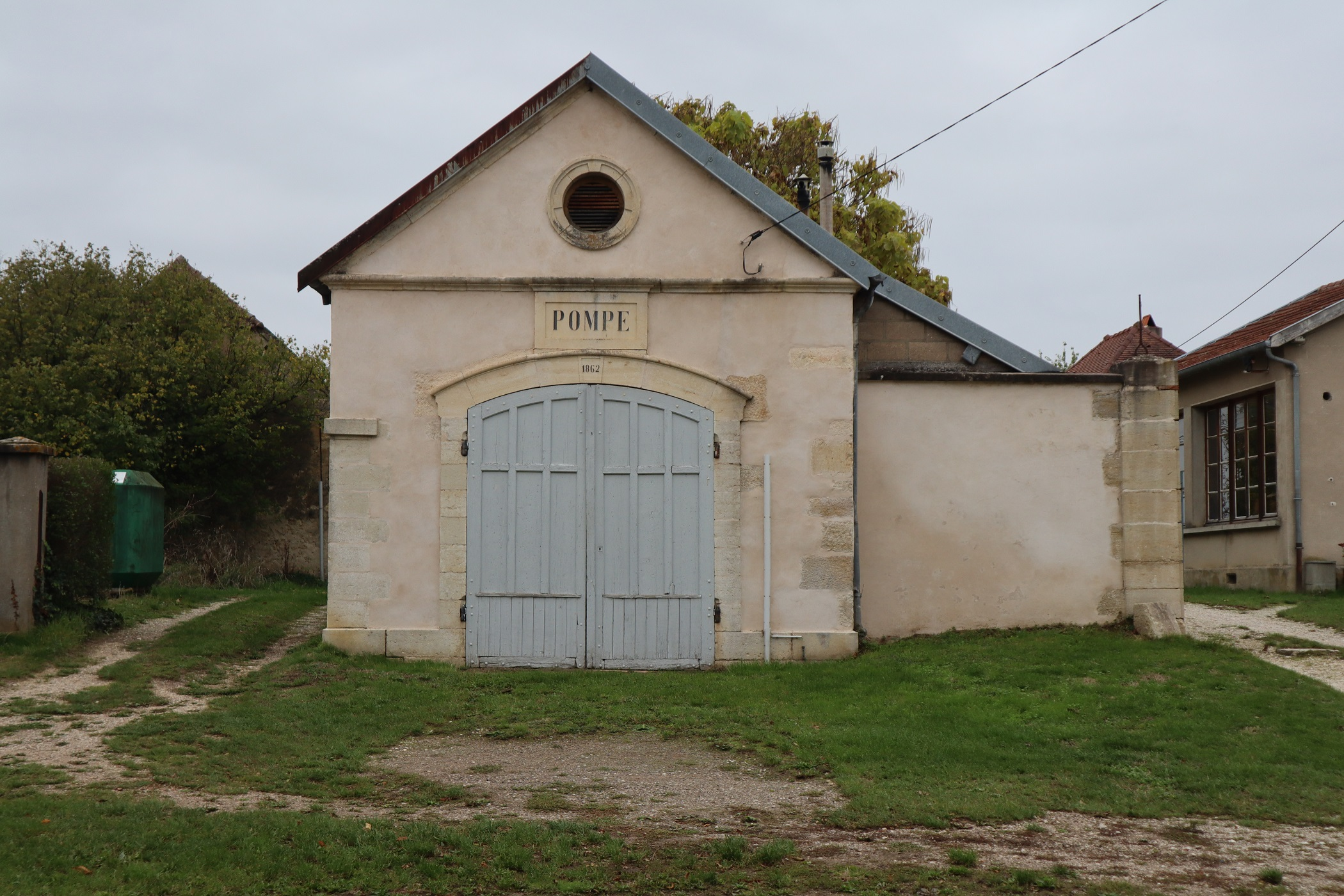
La pompe.

## Personnalités liées à la commune
- Guillaume Saunac (1779-1856)
- Jacques Bacot (1877-1965)

## Héraldique
| Blason de Saint-Sauveur | Blason  | D'azur à l'épée haute d'argent à dextre et à la clé du même à senestre, accompagnées en chef d'une fleur de lis d'or. |
| Blason de Saint-Sauveur | Détails | Le statut officiel du blason reste à déterminer.                                                                      |